# セントロメア

染色体の構造
(1) 染色分体
(2) セントロメア
(3) 短腕
(4) 長腕

セントロメア（英:Centromere) は染色体の長腕と短腕が交差する部位。染色体のほぼ中央に位置することからこの名がつけられている。細胞分裂時には一次狭窄を形成し、紡錘体が結合する。染色体の凝縮に関係するCENP-AやINCENP、あるいは染色体の移動に関するMCAK、CENP-Eなどが集積し、動原体と呼ばれる構造を形成する。凝集したクロマチン構造、すなわちヘテロクロマチンになっており、遺伝子発現は構成的に抑制されている。DNA は独自の繰り返し配列をとっており、塩基配列決定が困難である。C. elegans のようにセントロメアが染色体全体に広がる生物種もある。

## 細胞周期と細胞分裂
減数分裂と有糸分裂を比較すると減数分裂では中期Ⅰの終わりにセントロメアが不分離で、有糸分裂では後期にセントロメアが分離する。

## 位置

I: テロセントリック
II: アクロセントリック
III: サブメタセントリック
IV: メタセントリック
A: 短腕 (p)
B: セントロメア
C: 長腕 (q)
D: 姉妹染色分体

セントロメアの位置は、核型分析の際に、染色体の大きさやバンドパターンの情報などと共に、各染色体を区別する際の指標として利用される。

### メタセントリック
セントロメアが染色体のほぼ中央に位置しており、二本の腕（短腕と長腕）の長さがほぼ等しい場合、それはメタセントリック染色体（Metacentric chromosome）と呼ばれる。日本語では中部着糸型染色体（ちゅうぶちゃくしがた-）、中部動原体染色体（ちゅうぶどうげんたい-）とも呼ばれる。ヒトの場合、1番、3番、16番、19番、20番、の5本がメタセントリック染色体に分類される。

### サブメタセントリック
セントロメアが染色体の中央からややズレた所に位置しており、短腕と長腕を容易に区別できるが、短腕が極端に短くない場合、それはサブメタセントリック染色体（Submetacentric chromosome）と呼ばれる。日本語では次中部着糸型染色体（じちゅうぶちゃくしがた-）、次中部動原体染色体（じちゅうぶどうげんたい-）とも呼ばれる。ヒトの場合、2番、4番、5番、6番、7番、8番、9番、10番、11番、12番、17番、18番、X、の13本がサブメタセントリック染色体に分類される。

### アクロセントリック
セントロメアが染色体の端に寄っており、短腕が極端に短い場合、それはアクロセントリック染色体（Acrocentric chromosome）と呼ばれる。日本語では端部着糸型染色体（たんぶちゃくしがた-）、端部動原体染色体（たんぶどうげんたい-）とも呼ばれる。ヒトの場合、13番、14番、15番、21番、22番、Y、の6本がアクロセントリック染色体に分類される。

### サブテロセントリック
セントロメアが染色体の端部のごく近くに位置する場合、それはサブテロセントリック染色体（Subtelocentric chromosome）と呼ばれる。ヒトはサブテロセントリックと分類される染色体は持たない。

### テロセントリック
セントロメアが染色体の末端に位置する場合、それはテロセントリック染色体（Telocentric chromosome）と呼ばれる。たとえば一般的なハツカネズミの染色体はすべてテロセントリックである。ヒトはテロセントリックと分類される染色体は持たない。

### ホロセントリック
染色体全体がセントロメアとして機能する場合、それはホロセントリック染色体（Holocentric chromosome）と呼ばれる。日本語では分散型動原体染色体（ぶんさんがたどうげんたい-）とも呼ばれる。この特殊なタイプの染色体は、動物界・植物界の中の様々な生物において見つかるが、一番有名な例は線虫の一種 C. elegans の染色体である。ヒトはホロセントリックと分類される染色体は持たない。